# Resolutie 2031 Veiligheidsraad Verenigde Naties
Resolutie 2031 van de Veiligheidsraad van de Verenigde Naties werd op 21 december 2011 unaniem door de VN-Veiligheidsraad aangenomen en verlengde het mandaat van het BINUCA-VN-kantoor in de Centraal-Afrikaanse Republiek tot eind januari 2013.
BINUCA werd op 1 januari 2010 opgericht met instemming van de Veiligheidsraad.

## Achtergrond
In 2003 brak in de regio Darfur van Soedan een conflict uit tussen rebellen, die het
oneens waren met de verdeling van olie-inkomsten uit de regio, en door de regering gesteunde milities. Die
laatsten gingen over tot etnische zuiveringen en er werden grove mensenrechtenschendingen gepleegd.
Miljoenen mensen sloegen op de vlucht naar voornamelijk buurland Tsjaad. Door de grote toestroom van
vluchtelingen raakte ook dat land gedestabiliseerd. In 2006 werd een opstand van rebellen in de kiem
gesmoord en in 2007 werd een vredesverdrag met hen gesloten. Dat werd in 2008 door de rebellen verbroken
waarna ze probeerden de hoofdstad N'Djamena in te nemen. In 2007 werd de MINURCAT-vredesmissie opgericht om
de vele vluchtelingen uit Darfur en hulpverleners in de regio te beschermen. In 2010 werd in
samenspraak met Tsjaad besloten de missie af te bouwen en de veiligheid over te laten aan het Tsjadische leger.

## Inhoud

### Waarnemingen
De Centraal-Afrikaanse regering had haar best gedaan om in 2011 vreedzame verkiezingen te organiseren.
Er was echter bezorgdheid over het gebrek aan oppositie in 's lands instellingen, en dat droeg bij aan de spanningen.
De intentie van de regering tot electorale hervorming werd verwelkomd.
De aanwezigheid van gewapende groeperingen uit binnen- en buitenland bleef echter nefast voor de veiligheid in de CAR.
Onder hen het Verzetsleger van de Heer en het Front Populaire pour le Redressement, dat intensief rekruteerde en wapens insloeg.
De regering had ook weinig autoriteit buiten de hoofdstad, wat zorgde voor een vacuüm in de veiligheid in grote delen van het land.
Met een aantal groeperingen was wel reeds een staakt-het-vuren getekend.

### Handelingen
Besloten werd het mandaat van BINUCA te verlengen tot 31 januari 2013.
Het kantoor moest de effectieve coördinatie van de strategieën en programma's van de verschillende VN-agentschappen, fondsen en programma's in de CAR verzekeren.
De Centraal-Afrikaanse overheid werd gevraagd het recht op vrije meningsuiting en vereniging te respecteren, daar deze essentieel zijn voor een democratie.
De overheid en alle gewapende groepen werden opgeroepen nationale verzoening voor te staan door de aanbevelingen na de politieke dialoog uit 2008 na te leven.
De gewapende groepen moesten ook ontwapenen en herintegreren.
Verder moesten de Centraal-Afrikaanse veiligheidsdiensten hervormd worden.
De overheid had daarbij BINUCA's hulp gevraagd, dat een plan had opgesteld.
De landen in de regio werd ook gevraagd de MICOPAX-vredesoperatie van de Economische Gemeenschap van Centraal-Afrikaanse Staten te verlengen om de veiligheidssituatie te verbeteren.
De CAR had zowel met Tsjaad en Soedan in mei 2011 als met Tsjaad en Kameroen in december 2005 een tripartite-akkoord gesloten om de veiligheid aan hun gezamenlijke grenzen te verbeteren.

## Verwante resoluties
- Resolutie 1922 Veiligheidsraad Verenigde Naties (2010)
- Resolutie 1923 Veiligheidsraad Verenigde Naties (2010)
- Resolutie 2088 Veiligheidsraad Verenigde Naties (2013)
- Resolutie 2121 Veiligheidsraad Verenigde Naties (2013)

Lijst ·  1967 ·  1968 ·  1969 ·  1970 ·  1971 ·  1972 ·  1973 ·  1974 ·  1975 ·  1976 ·  1977 ·  1978 ·  1979 ·  1980 ·  1981 ·  1982 ·  1983 ·  1984 ·  1985 ·  1986 ·  1987 ·  1988 ·  1989 ·  1990 ·  1991 ·  1992 ·  1993 ·  1994 ·  1995 ·  1996 ·  1997 ·  1998 ·  1999 ·  2000 ·  2001 ·  2002 ·  2003 ·  2004 ·  2005 ·  2006 ·  2007 ·  2008 ·  2009 ·  2010 ·  2011 ·  2012 ·  2013 ·  2014 ·  2015 ·  2016 ·  2017 ·  2018 ·  2019 ·  2020 ·  2021 ·  2022 ·  2023 ·  2024 ·  2025 ·  2026 ·  2027 ·  2028 ·  2029 ·  2030 ·  2031 ·  2032